# Autoportrait avec chaîne et pendentif
Pour les articles homonymes, voir Autoportrait (homonymie).
 (octobre 2023).
Autoportrait avec chaîne et pendentif est l'un des autoportraits de Rembrandt, réalisé vers 1669 et conservé au musée des Offices à Florence.

## Description
Il représente le peintre Rembrandt, portant un grand béret noir sur un bonnet, une veste marron et une tunique rouge. Sur sa poitrine, il porte un médaillon ou une pièce de monnaie sur une chaîne.

## Attribution et datation
L'œuvre n'est pas signée. Pourtant, elle est unanimement attribuée à Rembrandt. On suppose que l'œuvre a été réalisée dans les dernières années de la vie du peintre (1668 ou 1669).

## Origine
L'œuvre est décrite pour la première fois dans l'Inventario Generale de Quadri del Ser.mo. Principe Leopoldo di Toscana de la Galerie Palatine du Palais Pitti à Florence. Elle est mentionnée sous le numéro 142 dans une liste de tableaux acquis par Léopold de Médicis entre 1663 et fin 1671. Elle fut probablement achetée à Amsterdam auprès de Rembrandt lui-même par Cosme III de Médicis lors de sa visite à Amsterdam le 29 juin 1669 dans le cadre de son deuxième voyage aux Pays-Bas. Aujourd'hui, elle fait partie de la collection d'autoportraits du musée des Offices.